# الأقالتة
قرية الأقالتة هي إحدى القرى التابعة لمركز القرنة في محافظة الأقصر في جمهورية مصر العربية. حسب إحصاءات سنة 2006، بلغ إجمالي السكان في الأقالتة 16948 نسمة، منهم 8734 رجل و8214 امرأة.